# Ajax (amateurs)
Ajax (amateurs) of Ajax zaterdag is de amateurtak van de op 18 maart 1900 opgerichte en thans profclub AFC Ajax uit Amsterdam, Nederland. De thuiswedstrijden worden op het trainingscomplex van de profclub, Sportpark De Toekomst, gespeeld.

## Historie
Ajax zaterdag werd in 1983 opgezet op advies van Johan Cruijff.
Hij zag in Ajax Zaterdag een tweede Jong Ajax waar de laatbloeiers uit de opleiding werden opgevangen en weerbaarheid konden trainen.
Het standaardelftal speelde in de seizoenen 1993/94, 1995/96 (als eersteklasser) en van 2003/04 tot 2008/09 (als Hoofdklasser) op het hoogste amateurniveau. In het seizoen 2014/15 speelde het team weer op dit niveau, nu als topklasser, dat duurde slechts een seizoen, ze konden degradatie terug naar de Hoofdklasse niet voorkomen. 
Op 16 juni 2018 wist de ploeg in de nacompetitie promotie naar de Derde divisie veilig te stellen na een 1–2 winst op Vv Capelle, dat door dit verlies degradeerde naar de Hoofdklasse.
In 2022 degradeerde Ajax terug naar de net hernoemde Vierde divisie. 
Na twee seizoenen in de Vierde divisie promoveerde Ajax in 2024 op spectaculaire manier terug naar de Derde divisie. In de laatste speelronde moest Ajax het opnemen tegen SV Huizen, die twee punten meer hadden. Deze wedstrijd werd in de blessuretijd met 2–1 gewonnen.

## Erelijst
| KNVB | Eerste klasse         | 2003, 2012 |
| KNVB | Tweede klasse         | 1993       |
| KNVB | Derde klasse          | 1992       |
| KNVB | Vierde klasse         | 1990       |
| KNVB | Districtsbeker West I | 2005, 2008 |
| AVB  | Hoofdklasse           | 1989       |
| AVB  | Eerste klasse         | 1988       |
| AVB  | Tweede klasse         | 1987       |
| AVB  | Derde klasse          | 1984       |

In 1995 (uit Tweede klasse) en in 2014 en 2018 (uit Hoofdklasse via nacompetitie) promoveerde het elftal zonder het behalen van het kampioenschap.

## Klasse-indeling
| Topklasse/Derde divisie    | 14/15,18/19–21/22 |             |             |             |
| Hoofdklasse/Vierde divisie | 03/04–08/09       | 12/13–13/14 | 15/16–17/18 | 22/23–heden |
| Eerste klasse              | 93/94             | 95/96–02/03 | 09/10–11/12 |             |
| Tweede klasse              | 92/93             | 94/95       |             |             |
| Derde klasse               | 90/91–91/92       |             |             |             |
| Vierde klasse              | 89/90             |             |             |             |
| AVB Hoofdklasse            | 88/89             |             |             |             |
| AVB 1e klasse              | 87/88             |             |             |             |
| AVB 2e klasse              | 84/85–86/87       |             |             |             |
| AVB 3e klasse              | 83/84             |             |             |             |

## Competitieresultaten
- 1990 1e
Vierde klasse C
- 1991 2e
Derde klasse B
- 1992 1e
Derde klasse B
- 1993 1e
Tweede klasse C
- 1994 13e
Eerste klasse A
- 1995 3e
Tweede klasse C
- 1996 13e
Eerste klasse B
- 1997 2e
Eerste klasse B
- 1998 2e
Eerste klasse A
- 1999 4e
Eerste klasse A
- 2000 2e
Eerste klasse A
- 2001 4e
Eerste klasse A
- 2002 4e
Eerste klasse A
- 2003 1e
Eerste klasse A
- 2004 8e
Hoofdklasse B
- 2005 11e
Hoofdklasse A
- 2006 11e
Hoofdklasse A
- 2007 8e
Hoofdklasse B
- 2008 10e
Hoofdklasse B
- 2009 13e
Hoofdklasse B
- 2010 7e
Eerste klasse A
- 2011 7e
Eerste klasse A
- 2012 1e
Eerste klasse A
- 2013 3e
Hoofdklasse A
- 2014 2e
Hoofdklasse A
- 2015 14e
Derde divisie
- 2016 6e
Hoofdklasse A
- 2017 6e
Hoofdklasse A
- 2018 4e
Hoofdklasse B
- 2019 12e
Derde divisie
- 2020
Derde divisie
- 2021
Derde divisie
- 2022 17e
Derde divisie
- 2023 9e
Hoofdklasse B
- 2024 1e
Hoofdklasse A

In elke staaf van de grafiek staat van boven naar beneden vermeld: 
- Eindnotering

Dit is de positie die de club heeft bereikt in de competitie, zonder eventuele beslissings-, play-off- of nacompetitiewedstrijden die nodig zijn geweest om bijvoorbeeld de kampioen van de competitie te bepalen.
Indien een * achter het getal staat is de notering een tussenstand en kan het zijn dat de notering niet overeenkomt met de uiteindelijke eindstand van de competitie.
Staat er een - dan is het seizoen nog bezig en is er geen definitieve uitslag bekend.
Staat er xx op de positie van de notering, dan heeft de club vroegtijdig de competitie verlaten. Dit kan onder andere komen door terugtrekking van het team, faillissement van de club of door een uitgedeelde straf van de KNVB. In veel gevallen staat elders in het artikel de reden vermeld.
Staat er een ? dan is het resultaat uit het verleden onbekend, en is alleen de competitie of het niveau bekend van dat seizoen.
In de seizoenen 2019/20 en 2020/21 werd wegens de coronacrisis het amateurvoetbal afgebroken. Daardoor kennen deze staven geen eindklassering (middels -- weergegeven).
- Competitieniveau en afdelingsletter of Officiële eindstand Eredivisie
  - Competitieniveau en afdelingsletter

Hierbij geeft het getal het niveau weer, dat ook terug te vinden is in de legenda. De letter is de afdelingsaanduiding en wordt gebruikt wanneer er meer afdelingen zijn op hetzelfde niveau. De afdelingsletter is altijd een hoofdletter en wordt meestal zonder nummer gebruikt.
Voorbeeld: 2F is niveau 2e klasse competitie F.
Het competitieniveau en nummer wordt niet vermeld wanneer er slechts één competitie van dit niveau was.
  - Officiële eindstand Eredivisie (getal staat tussen haakjes vermeld)

Sinds de introductie van play-offwedstrijden voor Europees voetbal na afloop van de reguliere competitie in 2005/06, is de KNVB verplicht een eindstand van de Eredivisie door te geven aan de UEFA aan de hand van deze play-offwedstrijden.
Bij deze eindstand staan clubs die zich hebben gekwalificeerd voor Europees voetbal hoger dan clubs die zich niet wisten te kwalificeren. Indien er geen verschil was tussen de eindnotering en de officiële eindstand, staat dit getal niet vermeld.

- Onderafdeling

Hier staat afgekort de naam van de onderafdeling indien de club in dat jaar in een onderafdeling uitkwam. Tevens staat deze afkorting in de legenda en wordt gelinkt naar het artikel over deze onderafdeling. Deze afkorting wordt alleen vermeld wanneer de club in het verleden in verschillende onderafdelingen heeft gespeeld. Deze vermelding is in de staaf altijd in kleine letters. Deze onderafdelingen zijn na het seizoen 1995/96 afgeschaft. Heeft de club in slechts één onderafdeling gespeeld, dan is dit alleen terug te vinden in de legenda.
Onder de staaf staat het jaartal vermeld waarin het seizoen is afgesloten. 15 verwijst naar het seizoen 2014/15 of eventueel het seizoen 1914/15.
Wanneer een staaf leeg is, zijn deze gegevens niet bekend. Het kan ook zijn dat de club dat seizoen niet heeft meegespeeld op het hogere amateurniveau, vroegtijdig de competitie heeft verlaten of uit de competitie is gezet.

In het seizoen 1944/45 was er wegens de Tweede Wereldoorlog geen regulier competitievoetbal.
- Derde divisie
- Hoofdklasse
- Eerste klasse
- Tweede klasse
- Derde klasse
- Vierde klasse

## Ajax (amateurs) in de KNVB Beker
Dit schema laat de resultaten zien van Ajax tegen profclubs in de KNVB Beker.
| Seizoen | Ronde    | Wedstrijd              | Uitslag        |
| ------- | -------- | ---------------------- | -------------- |
| 2004/05 | 1e ronde | Ajax - FC Zwolle       | 0-3            |
| 2005/06 | 1e ronde | Ajax - Go Ahead Eagles | 0-4            |
| 2008/09 | 2e ronde | Ajax - Vitesse         | 0-2            |
| 2014/15 | 2e ronde | Ajax - NEC Nijmegen    | 2-2 (3-5 n.s.) |
| 2017/18 | 1e ronde | Ajax - FC Utrecht      | 0-6            |
| 2021/22 | 1e ronde | Ajax - SC Cambuur      | 0-5            |

## Bekende (oud-)spelers
- Quincy Allée
- Jamal Akachar
- Stanley Akoy
- Jordi Bitter
- Koen Blommestijn
- Mitchell Burgzorg
- Tonnie Cusell
- Laurent Delorge
- Pim van Dord
- Mimoun Eloisghiri
- Urby Emanuelson
- Eyong Enoh
- Jahmill Flu
- Dennis Gerritsen
- Roy Grinwis
- Marvin Hasselbaink
- Pascal Heije
- Laurens ten Heuvel
- Ralph Hovestad
- Kevin van Kippersluis
- Flip Klomp
- Dico Koppers
- Paul Quasten
- Rydell Poepon
- Joey Pouw
- Genridge Prijor
- Leandro Resida
- Donny Rijnink
- Yuri Rose
- Lesly de Sa
- Giorgio Sanches
- Maurits Schmitz
- Rivallino Sleur
- Cerezo Fung a Wing